# Campo de concentración de Klooga

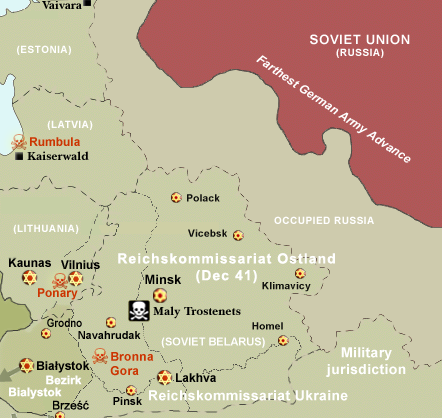
Campos de concentración en el Reichskommissariat Ostland (marcados con un cuadrado negro).

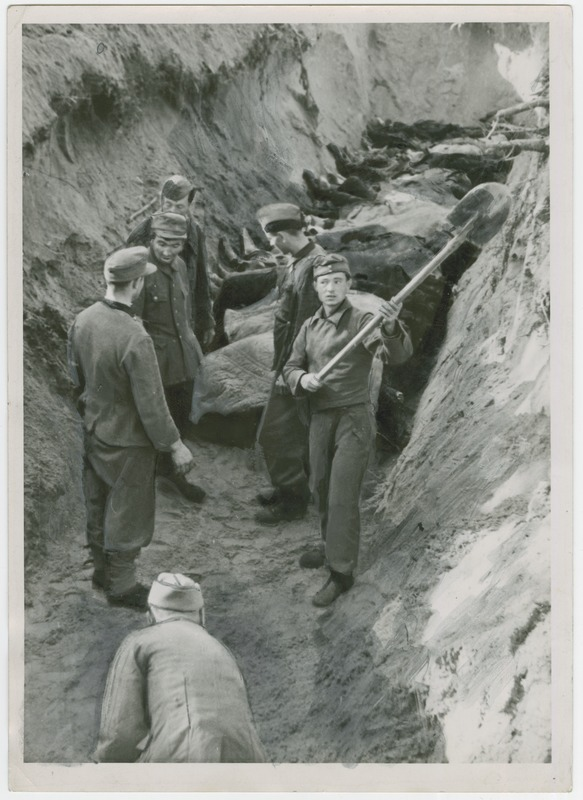
Prisioneros de guerra alemanes enterrando a las víctimas del campo de concentración de Klooga en una fosa común (1944).

El campo de concentración de Klooga fue un subcampo de trabajo del campo de concentración de Vaivara, instaurado en septiembre de 1943, en el marco de la Segunda Guerra Mundial. 
Estaba ubicado en el condado de Harju, cerca de Klooga, al norte de Estonia, entonces ocupada por la Alemania Nazi.
El complejo del campo de Vaivara era comandado por oficiales nazis (Hans Aumeier, Otto Brennais y Franz von Bodman) y consistía en unos 20 subcampos, algunos de los cuales existieron solo por cortos períodos.

## Historia
Durante la ocupación por la Alemania Nazi, Estonia pasó a formar parte del Reichskommissariat Ostland, una división administrativa civil alemana que gobernaba los países bálticos y el oeste de Bielorrusia. Durante el tiempo que estuvo en funcionamiento, Klooga albergó unos 1.500 y 2.500 reclusos, entre hombres y mujeres. Los presos incluían prisioneros de guerra soviéticos y judíos; estos últimos constituyeron una vasta mayoría luego de que fueran trasladados en grandes cantidades entre agosto y septiembre de 1943 desde los guettos de Kaunas y Vilna en Lituania y Salaspils en Letonia. También llegaron, en menor cantidad, de Estonia, Rusia y Rumania. 
Cuando el Ejército Rojo comenzó a avanzar a través de la Estonia ocupada en julio y agosto de 1944, las SS empezaron a evacuar el campo. Muchos prisioneros fueron enviados al oeste por mar hacia el campo de concentración de Stutthof, cerca de Danzig y a Świebodzice (entonces en Alemania y, actualmente, en Polonia). Del 19 al 23 de septiembre de 1944, el campo fue rodeado por guardias que comenzaron a masacrar sistemáticamente a los prisioneros restantes en un bosque cercano. Según la historiografía soviética, aproximadamente 2.000 personas fueron asesinadas y sus cuerpos fueron luego amontonados en piras y quemados. El Batallón 287 de la Policía de Estonia intentó defender a los prisioneros y tuvo un enfrentamiento con un Sonderkommando.
El 28 de septiembre de 1944, cuando las tropas soviéticas llegaron al campo de Klooga, de los 2.400 prisioneros restantes después de la evacuación solo encontraron 85, que habían sobrevivido escondiéndose en el interior del campo o escapando a los bosques circundantes. Las fuerzas de liberación encontraron varias piras de cadáveres amontonados que los guardias del campo habían dejado sin quemar cuando escaparon.
El Hauptsturmführer de las SS Hans Aumeier, comandante de campo para toda Estonia, después de haber servido en Auschwitz, Dachau y Buchenwald, fue arrestado y enjuiciado por crímenes contra la humanidad. Fue sentenciado a muerte en Cracovia, Polonia, y ejecutado el 28 de enero de 1948.

## Conmemoración

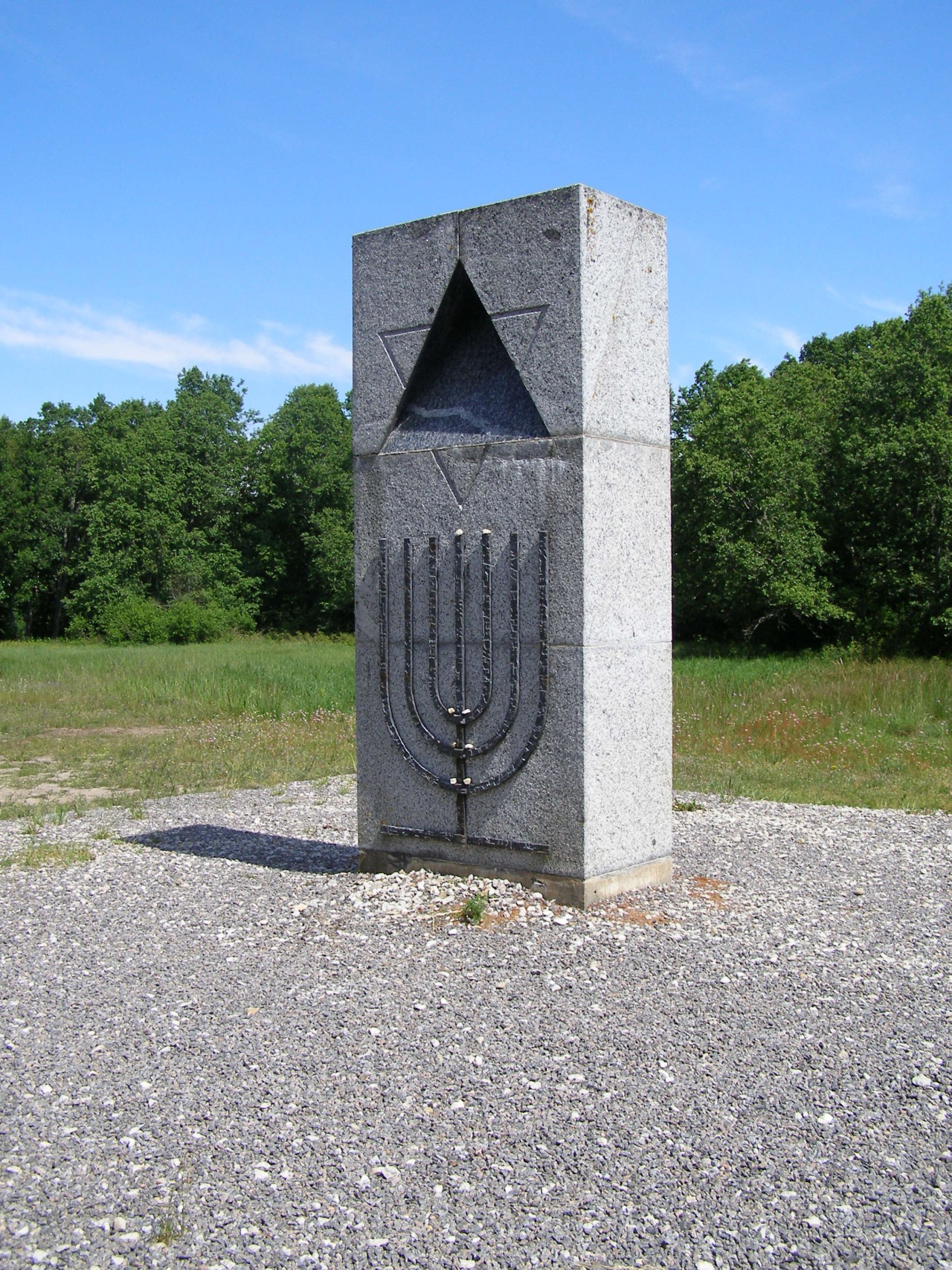
Monumento en conmemoración al Holocausto en el antiguo campo de concentración de Klooga, inaugurado el 1 de septiembre de 1994.

El 1 de septiembre de 1994, se inauguró un monumento en conmemoración a los judíos asesinados en la Segunda Guerra Mundial en el terreno del antiguo campo de concentración. Esta piedra fue erigida tras una iniciativa de la Sociedad cultural judía y con el apoyo del gobierno de Estonia.
En mayo de 2005, el Primer ministro de Estonia Andrus Ansip dio un discurso al visitar Klooga en el cual condenó el Holocausto y expresó pesar de que algunos ciudadanos estonios fueran cómplices de crímenes de guerra durante la Segunda Guerra Mundial: 

Si bien estos asesinos deben responder por sus crímenes como individuos, el Gobierno estonio continua haciendo todo lo posible por exponer estos crímenes [...} Me disculpo por el hecho de que ciudadanos estonios pudieran ser encontrados entre quienes participaron en el asesinato de personas o asistieron en la perpetación de estos crímenes.

En julio de 2005, el Presidente de Estonia Arnold Rüütel, el embajador israelí Shemi Zur y sobrevivientes del Holocausto participaron en la ceremonia de desvelamiento de una piedra conmemorativa de mármol plomo, inscrita con las siguientes palabras: "Entre 1941 y 1944, las fuerzas ocupantes alemanes establecieron 20 campos de concentración y de trabajo en Estonia. Miles de personas de varios países fueron asesinadas en estos campos debido a que eran judíos. Este es el sitio del campo de concentración de Klooga.". Más tarde, ese mismo año, el Presidente de Israel Moshe Katsav colocó una ofrenda floral en el sitio del campo, durante una gira diplomática por los países bálticos.